# Melandrya karafutona
Melandrya karafutona là một loài bọ cánh cứng trong họ Melandryidae. Loài này được Kono miêu tả khoa học năm 1930.